# 沉默子

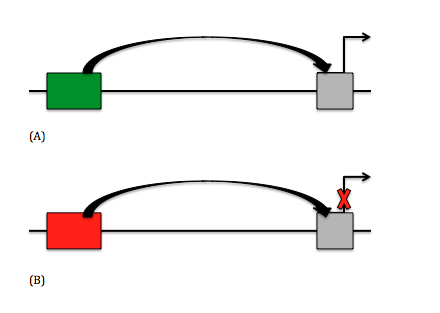
增强子（上）和沉默子（下）对启动子区域影响示意图。

在遗传学中，沉默子是一段能够结合转录调节因子的DNA序列，这种转录因子称为阻遏蛋白。与增强子对DNA转录的加强作用相反，沉默子会抑制DNA的转录过程。DNA上的基因是信使RNA合成的模板，而信使RNA最终被翻译成蛋白质。当沉默子存在时，阻遏蛋白结合到沉默子DNA序列上，会阻碍RNA聚合酶转录DNA序列，从而阻碍RNA翻译为蛋白质的过程。因此，沉默子可以阻碍基因的表达。

## 在基因上的位置

mRNA中的3′非翻译区（3′UTR）。人体中mRNA的3′非翻译区约含700个核酸。

DNA上的很多位置都可能存在沉默子。最常见的位置是在靶基因的上游，它可以抑制基因的转录。沉默子与目的基因的距离从上游20个碱基对到上游2000个碱基对不等。某些沉默子可以位于启动子的下游、基因本身的内含子或外显子上。在mRNA的3′非翻译区（3′UTR）内也发现了沉默子。